# Corpset
Corpset ist eine finnische Thrash- und Death-Metal-Band aus Oulu, die 1998 unter dem Namen Chakra gegründet wurde.

## Geschichte
Die Band wurde 1998 unter dem Namen Chakra in Oulu von den Gitarristen Jari Kelloniemi und Tommi Määttä gegründet. Nach zwei Demos und ein paar öffentlichen Auftritten zerfiel die Besetzung. 2004 zog Kelloniemi nach Tampere und hatte bereits beschlossen, seine Ausrüstung zu verkaufen und eine Karriere in der Musikbranche zu vergessen. Jedoch lernte er den Gitarristen Jami Heikkala kennen und beiden begannen alte Chakra-Songs zu proben. Für über ein Jahr arbeiteten sie zusammen an Liedern. 2006 stieß Timo Hanhijoki als Schlagzeuger hinzu. Daraufhin machte die Gruppe sich auf die Suche nach einem Sänger in Pirkanmaa und fand diesen im Sommer 2008 mit Antti Murtonen. Ende 2009 wurde die Besetzung, nach Verwendung mehrerer temporärer Bassisten, durch Heikkalas Arbeitskollegen Petri Palonkoski vervollständigt. Im Sommer 2009 wurden Lieder für ein Debütalbum in mehreren Studios aufgenommen und abgemischt. Hieraus entstanden zehn Lieder für das Album sowie drei Lieder für andere Zwecke, die jedoch über die Bandcamp-Seite der Band angehört werden können. Nachdem die Gruppe am 21. Februar 2011 einen Plattenvertrag bei Violent Journey Records unterzeichnet hatte, erschien hierüber im April das Album Ruins. Im Jahr 2012 wurde mit dem Produzenten Jussi Kulomaa in den MSTR-Studios das zweite Album aufgenommen, das im September 2013 unter dem Namen No Rest erschien. Zum gleichnamigen Lied wurde zudem ein Musikvideo unter der Leitung von Matti Kuusniemi erstellt.

## Stil
Laut Aleksie von metalreviews.com spielt die Gruppe auf Ruins Melodic Death Metal im Stil von Hypocrisy und späteren Carcass, gepaart mit groovenden Riffs und Gitarren-Licks im Stil von Slayer. Im Gesang könne man Parallelen zum Old-School-Hardcore-Punk heraushören. Die Songs würden oft in Geschwindigkeit und Stimmung variieren. Luxi Lahtinen von voicesfromthedarkside.de beschrieb die Musik auf No Rest als eine moderne Mischung aus Thrash- und Death-Metal. Das Vorgängeralbum habe wenig einprägsame Songs enthalten und habe neben Thrash Metal auch gelegentlich Melodic Death Metal im Göteborger Stil verarbeitet, wobei Corpset jedoch aggressiver klinge. Auf dem neuen Album habe die Gruppe ihren Sound weiterentwickelt, wobei gelegentlich Gemeinsamkeiten zu Slayer hörbar seien.

## Diskografie
- 2010: Ruins (Demo, Eigenveröffentlichung)
- 2011: Ruins (Album, Violent Journey Records)
- 2013: No Rest (Album, Violent Journey Records)